# Ernst Heinkel
Ernst Heinkel (Grunbach, 24 gennaio 1888 – Stoccarda, 30 gennaio 1958) è stato un ingegnere aeronautico e costruttore di aeroplani tedesco.
La sua compagnia, l'Heinkel Flugzeugwerke, progettò e costruì l'Heinkel He 178, il primo aereo mosso da un motore turbogetto e l'Heinkel He 176, il primo aereo con motore a razzo. Fu insignito del Premio nazionale tedesco per l'arte e la scienza nel 1938.

## Gli inizi
Nato a Grunbach, il quartiere più antico del comune di Remshalden, iniziò la sua carriera come apprendista tornitore per poi trovare impiego presso una fonderia. Successivamente integrò queste esperienze pratiche con studi in ingegneria meccanica presso l'Università di Stoccarda. Il 5 agosto 1908 ebbe modo di assistere all'incidente del dirigibile Zeppelin LZ 4 a Echterdingen vicino a Stoccarda, maturando la convinzione che il futuro dell'aviazione fosse negli aeroplani. Pochi giorni dopo l'incidente, cominciò a cercare informazioni sui progetti di velivoli francesi ed americani, dando così inizio alla sua passione aeronautica. Heinkel partecipò a lezioni di aeronautica tenute presso l'università di Stoccarda, ma notò con sorpresa che le aule erano sempre praticamente deserte. Un amico gli consigliò quindi di frequentare il Café Reinsburg dove si ritrovavano gli appassionati per scambiarsi le ultime notizie, fotografie e documenti riguardanti il nascente mondo dell'aviazione.
Qui, leggendo un annuncio su una rivista, scoprì che nella prima settimana dell'ottobre 1909 si sarebbe tenuta a Francoforte la prima esposizione internazionale dell'aviazione. Impegnò un libro di meccanica a lui caro per raggranellare la somma necessaria al biglietto del treno e prendere parte al secondo evento decisivo della sua vita dal quale scaturì la decisione di diventare pilota e costruttore di velivoli. L'anno successivo, sulla base di un progetto di Henri Farman, costruì il suo primo aereo che però distrusse in un incidente nel maggio del 1911 quando, in seguito ad una scivolata d'ala non controllata, entrò in vite e si schiantò al suolo riportando gravi ferite.

## Primi velivoli

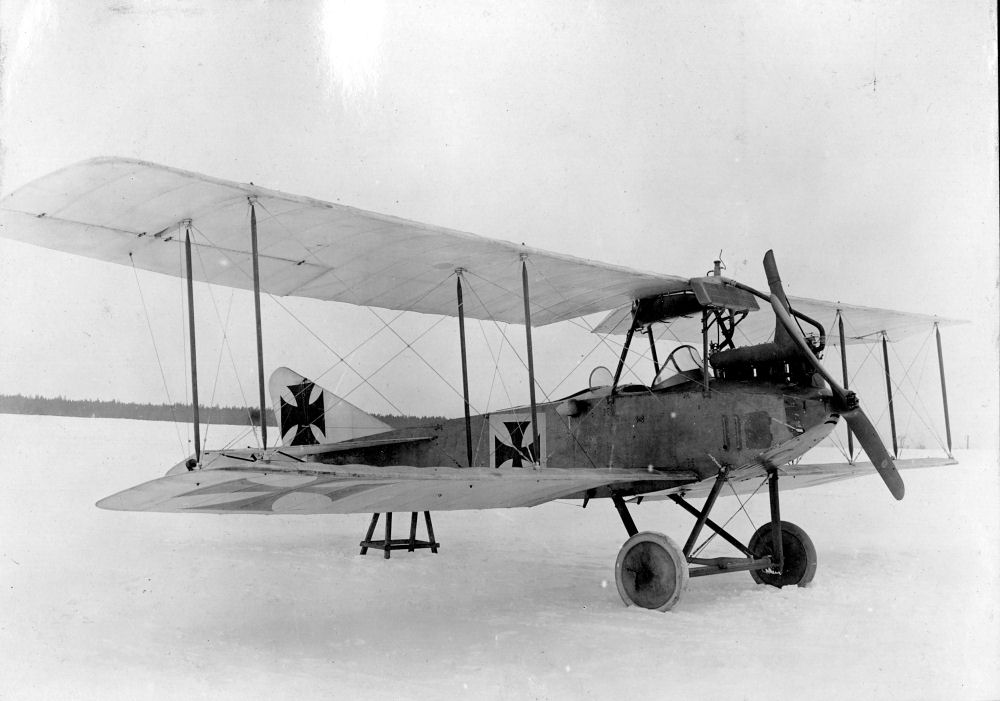
L'Albatros B.II, il primo velivolo disegnato da Ernst Heinkel.

Dimesso dall'ospedale il 16 settembre 1911, fece domanda presso la neonata Luftverkehrs-Gesellschaft, o LVG (in italiano "Società di trasporto Aereo"), dove fu assunto come progettista il 1º ottobre 1911. Lì conobbe Hellmuth Hirth, un ingegnere che nel 1920 fonderà la Mahle GmbH e la Hirt, e che lo convinse a lavorare presso la Albatros Flugzeugwerke promettendogli un salario di 425 marchi e la prospettiva di progettare idrovolanti.
Il primo velivolo che disegnò fu l'Albatros B.II, un biplano da ricognizione impiegato nelle prime fasi della prima guerra mondiale dalla Luftstreitkräfte, la componente aerea del Deutsches Heer (l'esercito imperiale tedesco). Nel 1914 il velivolo disegnato da Heinkel stabilì diversi primati di autonomia e di quota ratificati dalla Fédération Aéronautique Internationale, contribuendo così all'espansione della Albatros.
Alla vigilia della prima guerra mondiale, Heinkel lasciò la Albatros. Allettato dal lauto stipendio promesso da Igo Etrich per lavorare presso la sua Brandenburgischen Fliegerwerke, venne riconfermato nel suo ruolo di progettista dal banchiere italo-austriaco Camillo Castiglioni che aveva acquisito nel frattempo l'azienda fondendola nella Hansa-Brandenburg.

## Prima guerra mondiale
Durante la prima guerra mondiale, in seguito alle direttive dell'esercito tedesco, si dedicò prevalentemente alla progettazione di idrovolanti (che vennero costruiti in gran numero) e grandi aerei plurimotore (che invece non lasciarono mai il tavolo da disegno). Venne insignito della Croce di Ferro di seconda classe quando uno dei velivoli da lui progettati abbatté due idrovolanti Curtiss britannici. In quel periodo ebbe modo di entrare in contatto con i più importanti ingegneri del tempo (tra i quali Ferdinand Porsche e Anthony Fokker) ed il personale presso l'Hansa-Brandenburg crebbe da settanta persone nel 1914 ad oltre mille alla fine del conflitto. Con il Trattato di Versailles che sancì la fine della prima guerra mondiale vennero imposte pesanti limitazioni alla Germania, tra cui il divieto di costruire velivoli sul suolo tedesco ed Heinkel, per la prima volta dal 1910, si ritrovò disoccupato.

## Heinkel Flugzeugwerke
Nel 1921, Heinkel fu nominato capo progettista della recentemente rifondata Caspar-Werke, che lasciò dopo breve tempo per fondare, nel 1922 la Ernst Heinkel Flugzeugwerke a Warnemünde. Per aggirare le imposizioni del trattato di Versailles che ancora nel 1922 vietavano la costruzione di aerei con velocità superiore a 105 miglia all'ora (169 km/h), Heinkel concluse contratti di costruzione di suoi idrovolanti su licenza in Svezia e progettò idrovolanti lanciati da catapulte per la Marina imperiale giapponese. Un sistema analogo sarà poi installato sul transatlantico TS Bremen per lanciare idrovolanti postali (HE 12 anche questi da lui progettati). I buoni rapporti commerciali con il Giappone lo aiutarono ad evitare le ispezioni della commissione di vigilanza (di cui il Giappone stesso faceva parte) per verificare che le imposizioni del trattato di Versailles fossero rispettate. Heinkel veniva puntualmente avvisato in anticipo dell'arrivo degli ispettori, permettendogli di nascondere in tempo i suoi velivoli fuori dalla fabbrica.
Per tutti gli anni venti Heinkel collaborò strettamente con il governo giapponese per la fornitura di aerosiluranti al servizio aeronautico della Marina imperiale giapponese. Nel 1925 assistette, durante il suo viaggio in Giappone, al primo esperimento di lancio di un aereo mediante catapulta (da lui progettata) dalla nave da battaglia Nagato.
Heinkel fu anche coinvolto nel piano segreto del Reichswehr di collaborazione con l'Unione Sovietica per un piano di riarmo che, però, non si concretizzò in alcuna commessa. Durante un suo viaggio negli Stati Uniti ebbe modo di visitare i maggiori stabilimenti aeronautici del paese, rimanendo colpito dal grande supporto finanziario di cui beneficiavano, e dai progressi ottenuti nel campo dei motori aeronautici che, invece, in Germania stentavano.
La Heinkel Flugzeugwerke continuò a progettare e costruire aeroplani per qualsiasi paese o organismo militare interessato, accumulando una notevole esperienza che la portò a produrre velivoli monoposto che stabilirono diversi primati di velocità, oltre che svariati modelli di aerei postali o da trasporto che di lì a poco si sarebbero trasformati rispettivamente in caccia, bombardieri ed aerei da trasporto truppe della nascente Luftwaffe.

## 1933-1945

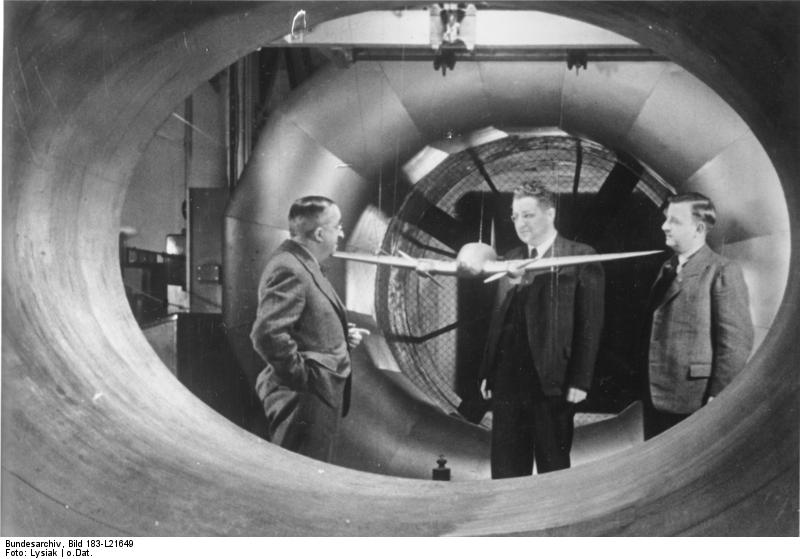
Ernst Heinkel (a sinistra) e Walter Günter (al centro) durante una prova di un modello di He 111 in galleria del vento.

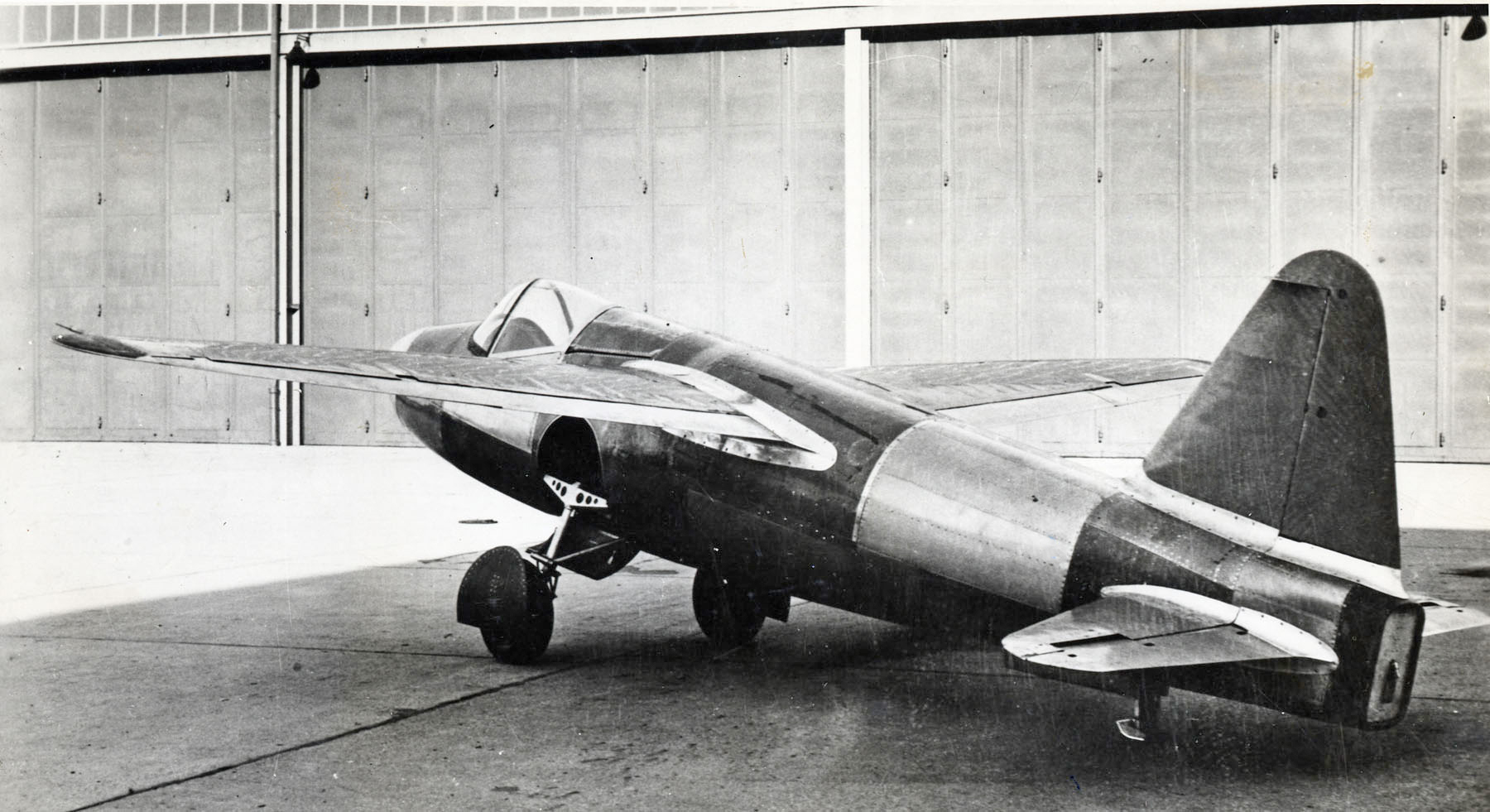
L'Heinkel He 178 fu il primo aereo a volare spinto da un motore turbogetto.

Con la fine della Repubblica di Weimar e l'ascesa di Adolf Hitler al potere in Germania, Heinkel iniziò a perdere progressivamente il controllo della sua compagnia già dal 30 gennaio 1933 (il giorno della Machtergreifung, presa del potere), quando Hermann Göring, il nuovo ministro dell'Aviazione, gli impose di issare la bandiera con la svastica nella sua fabbrica.
I modelli progettati dalla compagnia di Heinkel costituirono una parte importante della flotta della Luftwaffe che si andava via via formando all'avvicinarsi della seconda guerra mondiale. In seguito all'incendio e conseguente parziale distruzione dello stabilimento a Warnemünde, fu costruita nel 1936 una nuova fabbrica ad Oranienburg vicino a Berlino, dotata delle più moderne tecnologie costruttive ed una cittadella annessa da 1200 alloggi, che, sebbene formalmente intestata ad Heinkel, era di fatto gestita da funzionari del Reich.
Il primo modello di successo (il bombardiere Heinkel He 111) era derivato da un bimotore civile sviluppato per la Lufthansa che si affiancava ad altri modelli civili riconvertiti come il biplano idrovolante Heinkel He 59. La sempre crescente domanda della Luftwaffe comportava conseguenti investimenti che andavano di pari passo con la perdita di potere di Heinkel all'interno della sua azienda. Venne anche nominato Wehrwirtschaftsführer, un titolo assegnato ad imprenditori che avevano un ruolo riconosciuto determinante nell'economia di guerra nazista e che, sebbene non avesse un significato di aderenza alla linea politica del regime, comportava alcuni vantaggi nella gestione del diritto del lavoro del personale.
Heinkel fu da sempre interessato al volo ad alta velocità anche considerando metodi di propulsione dei velivoli non convenzionali. Donò un aeroplano a Wernher von Braun che stava studiando la propulsione a razzo e finanziò le ricerche del giovane ingegnere Hans von Ohain per lo sviluppo di un motore turbogetto che porterà (il 27 agosto del 1939) al volo dell'Heinkel He 178, il primo aereo con motore a getto.
Con l'avvento della seconda guerra mondiale, Ernst Heinkel venne ulteriormente esautorato dalle sue prerogative direzionali, lasciando il controllo completo delle sue fabbriche al regime nazista. Si trasferì quindi a Vienna dove fondò un nuovo ufficio di progettazione che si dedicò allo sviluppo dell'Heinkel He 274 fino alla fine della guerra.

## Dopoguerra

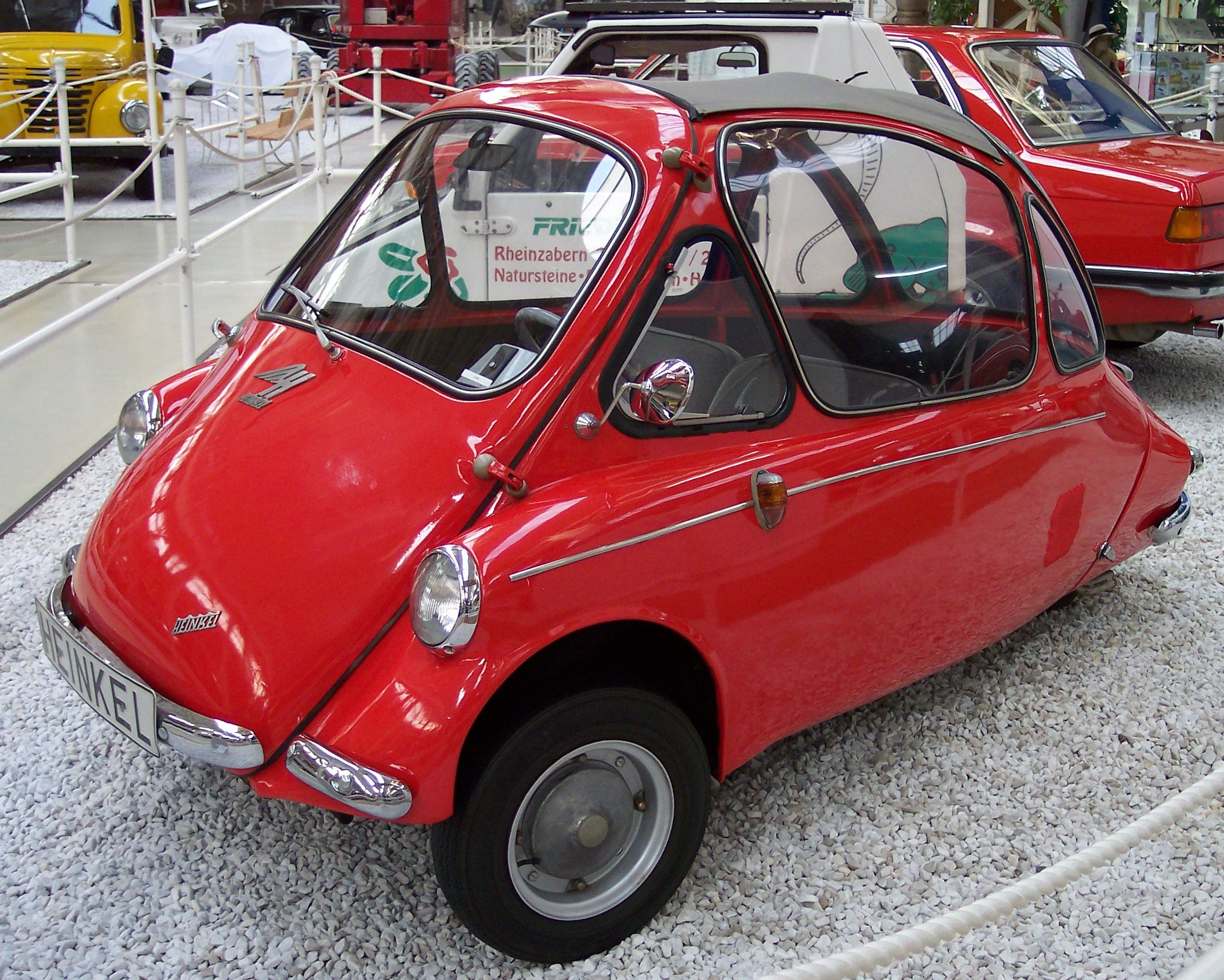
La microvettura Heinkel Kabine.

Al termine del conflitto fu arrestato dagli Alleati che lo processarono (e assolsero). Le condizioni imposte alla Germania proibivano la costruzione di velivoli ed Heinkel riconvertì quello che rimaneva delle sue fabbriche alla produzione di mezzi di trasporto. Nel 1953 iniziò la produzione dello scooter Heinkel Tourist, seguito nel 1954 dal ciclomotore Perle. Nel 1956, ispirato dalle forme della Iso Isetta, mise in produzione la microvettura Heinkel Kabine. Quando furono rimosse le limitazioni alla produzione di velivoli in Germania, cessò contestualmente la produzione di ciclomotori e microvetture, mentre gli scooter continuarono ad essere costruiti fino al 1965.
Nel 1959 Heinkel venne citato in giudizio per aver sfruttato il lavoro dei prigionieri dei campi di concentramento durante la seconda guerra mondiale, ma la suprema corte di giustizia tedesca rigettò la richiesta per avvenuta prescrizione, condannando l'attore al pagamento delle spese processuali.
Ernst Heinkel morì nel 1958 a Stoccarda, due anni dopo aver scritto le sue memorie nell'autobiografia Stürmisches Leben.